# Michael Rennie
Michael Rennie (Bradford, 25 de agosto de 1909 — 10 de junho de 1971) foi um ator britânico de cinema, teatro e televisão. 
Embora seja mais conhecido por seu papel do alienígena Klaatu, no filme The Day the Earth Stood Still (1951), Michael atuou em mais de 50 filmes, desde 1936. Durante a 2ª Guerra Mundial, serviu à Real Força Aérea britânica. A partir de 1959, participou de algumas telesséries, entre um filme e outro.

## Filmografia parcial
- 1937 - The Squeaker
- 1937 - Gangway
- 1938 - The Divorce of Lady X
- 1938 - Bank Holiday
- 1940 - The Briggs Family
- 1940 - This Man in Paris
- 1941 - This Man Is Dangerous
- 1941 - Dangerous Moonlight
- 1941 - The Patient Vanishes
- 1941 - 'Pimpernel' Smith
- 1941 - Turned Out Nice Again
- 1941 - Ships with Wings
- 1941 - Tower of Terror
- 1942 - The Big Blockade
- 1945 - The Wicked Lady
- 1945 - I'll Be Your Sweetheart
- 1945 - Caesar and Cleopatra
- 1947 - The Root of All Evil
- 1947 - White Cradle Inn
- 1948 - Idol of Paris
- 1948 - Uneasy Terms
- 1949 - The Golden Madonna
- 1950 - Miss Pilgrim's Progress
- 1950 - Trio
- 1950 - The Black Rose
- 1951 - The 13th Letter
- 1951 - The Day the Earth Stood Still - Klaatu
- 1951 - I'll Never Forget You
- 1952 - 5 Fingers
- 1952 - Phone Call from a Stranger
- 1952 - Les Misérables - Jean Valjean
- 1953 - Sailor of the King
- 1953 - King of the Khyber Rifles
- 1953 - The Robe - Apóstolo Pedro
- 1954 - Demetrius and the Gladiators
- 1954 - Princess of the Nile
- 1954 - Desirée
- 1954 - Mambo
- 1955 - Soldier of Fortune
- 1955 - Seven Cities of Gold
- 1955 - The Rains of Ranchipur
- 1956 - Teenage Rebel
- 1957 - Island in the Sun
- 1957 - Omar Khayyam
- 1958 - Battle of the V-1
- 1959 - Third Man on the Mountain
- 1960 - The Lost World
- 1966 - Cyborg 2087
- 1967 - Hotel
- 1968 - The Power - Arthur Nordlund/Adam Hart
- 1968 - The Devil's Brigade - Gen. Mark Clark
- 1968 - Subterfuge
- 1969 - Surabaya Conspiracy
- 1969 - The Battle of Elalamein
- 1970 - Dracula vs. Frankenstein